# 1789 en musique classique
| \| • Retour à la chronologie générale de la musique classique • \| |
| Grèce • Rome • Haut Moyen Âge • VIIIe siècle • IXe siècle • Xe siècle • XIe siècle XIIe siècle • XIIIe siècle • XIVe siècle • XVe siècle • XVIe siècle • XVIIe siècle XVIIIe siècle • XIXe siècle • XXe siècle • XXIe siècle |
| • Retour à la chronologie générale de la musique classique • |

| Années en musique classique : 1786 - 1787 - 1788 - 1789 - 1790 - 1791 - 1792    |
| Décennies en musique classique : 1750 - 1760 - 1770 - 1780 - 1790 - 1800 - 1810 |

## Événements
- 14 janvier : Les Deux Petits Savoyards, opéra de Nicolas Dalayrac, créé à l'Opéra-Comique.
- février : Mozart compose la Sonate pour piano no 17 en si bémol majeur, K. 570
- 2 mars : Raoul Barbe-Bleue, opéra-comique d'André Grétry, créé à Paris.
- 13 avril : le Divertimento en mi bémol majeur K. 563 de Mozart est créé à Dresde par Anton Teyber, Mozart et Antonín Kraft.
- 29 avril : les Neuf variations en ré majeur sur un Menuet de Duport pour piano, K. 573 de Mozart sont créées à Potsdam.
- 16 mai : Mozart compose à Leipzig la Gigue en sol majeur pour piano, K. 574.
- 25 juin : Nina, opéra de Giovanni Paisiello, créé à Caserte.
- juillet : Mozart compose à Vienne sa dernière Sonate pour piano en ré majeur, K. 576.
- 3 août : L'Isola incantata (L'Isle enchantée), opéra bouffe de Antonio Bartolomeo Bruni, créé à Paris, au Théâtre de Monsieur.
- 8 octobre : Cléopâtre, opéra de Domenico Cimarosa, créé à Saint-Pétersbourg.
- 22 décembre : le Quintette avec clarinette K. 581 de Mozart, donné en première audition à Vienne avec Stadler à la clarinette et Mozart à l'alto.

Date indéterminée
- Karl Ditters von Dittersdorf: 6 quatuors à cordes.
- Mozart : Rivolgete a lui lo sguardo K. 584, aria pour baryton.
- Ignace Joseph Pleyel: Symphonie en fa.
- Claudine von Villa Bella de Johann Friedrich Reichardt, créé  à Berlin.
- Giovanni Battista Viotti: 6 duos concertant pour deux violons.

## Naissances

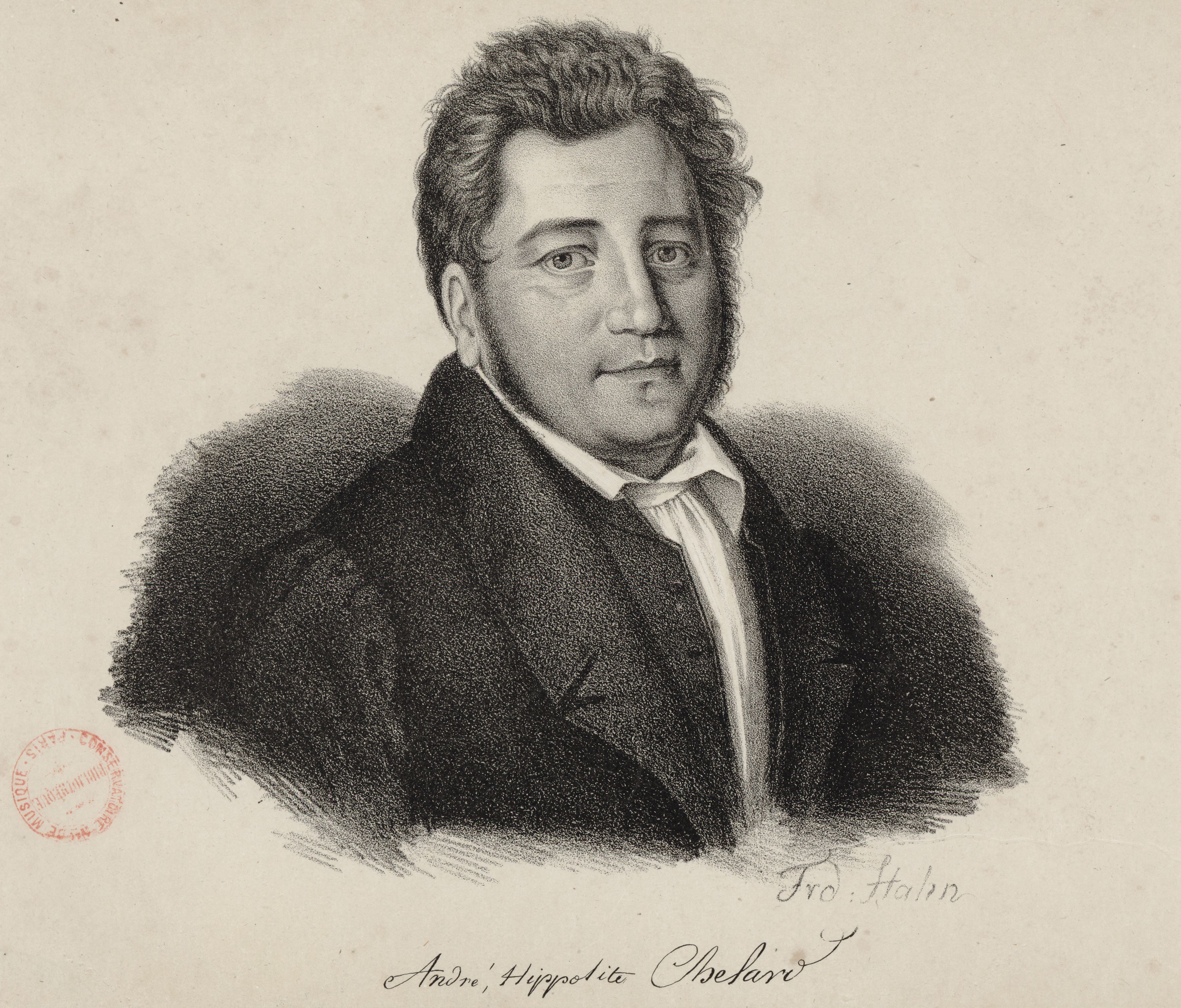
Hippolyte Chélard

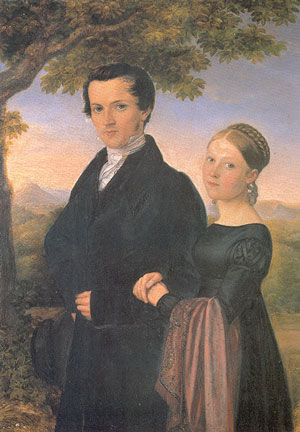
Friedrich Silcher

- 12 janvier : David Banderali, ténor italien († 13 juin 1849).
- 23 janvier : Marco Bordogni, ténor et professeur de chant italien († 31 juillet 1856).
- 1er février : Hippolyte André Jean Baptiste Chélard compositeur, altiste et chef d'orchestre français († 12 février 1861).
- 15 février : Friedrich Ernst Fesca, violoniste et compositeur Allemand († 24 mai 1826 (à 37 ans)).
- 7 mars : Jean-Jacques Vidal, violoniste et chef d'orchestre français († 14 juin 1867).
- 27 juin : Friedrich Silcher, compositeur allemand († 26 août 1860).
- 9 août : Nicolas Bochsa, compositeur et harpiste français († 6 janvier 1856).
- 1er septembre : Franz (Anton Adam) Stockhausen, harpiste, pédagogue et compositeur allemand († 10 septembre 1868).
- 3 septembre : Edmund Passy, pianiste, compositeur et pédagogue suédois († 16 août 1870).
- 12 octobre : Simon Lefèvre, facteur français d'instrument à vent spécialisé dans les clarinettes et les flûtes († 20 mars 1855).
- 16 octobre : Joseph Mayseder, compositeur et violoniste autrichien († 21 novembre 1863).
- 24 octobre : Ramon Carnicer, compositeur espagnol († 17 mars 1855).
- 30 octobre : Elena Asachi, pianiste, chanteuse et compositrice roumaine († 9 mai 1877 (à 87 ans)).
- 14 décembre : Maria Agata Szymanowska, compositrice et pianiste polonaise († 25 juillet 1831).

Date indéterminée
- Charles-Alexis Baur, harpiste, pianiste et compositeur français († 22 octobre 1836).
- Pieter Vanderghinste, compositeur actif au royaume des Pays-Bas et en Belgique († 21 octobre 1861).

## Décès

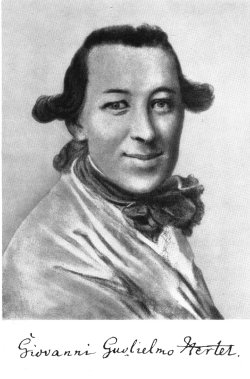
Johann Wilhelm Hertel

- 2 février : Armand-Louis Couperin,  compositeur français (° 25 février 1727).
- 13 mai : Louis Archimbaud, organiste et compositeur français (° novembre 1705).
- 14 juin : Johann Wilhelm Hertel, compositeur allemand (° 3 octobre 1727).
- 15 juillet : Jacques Duphly, compositeur et organiste français (° 12 janvier 1715).
- 11 septembre : Luka Sorkočević, compositeur et diplomate croate (° 13 janvier 1734)
- 12 septembre : Franz Xaver Richter, compositeur morave (° 1er décembre 1709).
- 27 septembre : Giovenale Sacchi, religieux et musicologue italien (° 22 novembre 1726).
- 10 octobre : Pierre-Louis Couperin, organiste et compositeur français (° 14 mars 1755).
- 7 décembre : Francesc Mariner, organiste et compositeur espagnol (° 1720).
- 30 décembre : Bernard-Aymable Dupuy, compositeur français (° 28 juillet 1707).